# Leonardo Lavalle
Leonardo Lavalle Moreno (ur. 14 lipca 1967 w Meksyku) – meksykański tenisista, reprezentant w Pucharze Davisa, olimpijczyk z Seulu (1988) i Barcelony (1992).

## Kariera tenisowa
Startując w turniejach juniorskich wygrał Wimbledon 1985 w grze pojedynczej chłopców oraz US Open 1984 w grze podwójnej chłopców, partnerując Mihnei-Ion Năstase.
Zawodowym tenisistą był w latach 1985–1999.
W grze pojedynczej Lavalle odniósł 1 triumf w zawodach rangi ATP World Tour oraz uczestniczył w 1 finale.
W grze podwójnej jest zwycięzcą 5 turniejów rangi ATP World Tour i finalistą 5 imprez.
Lavalle 2 razy zagrał na igrzyskach olimpijskich. W Seulu (1988) osiągnął 2 rundę w singlu i 1 rundę w deblu (wspólnie z Agustínem Moreno), natomiast w Barcelonie (1992) doszedł do ćwierćfinału w grze pojedynczej i poniósł porażkę w 1 rundzie gry podwójnej (razem z Francisco Macielem).
Od początku kariery reprezentował Meksyk w Pucharze Davisa. Bilans tenisisty w singlu wynosi 21 zwycięstw i 17 porażek oraz 9 wygranych przy 10 przegranych w deblu.
W rankingu gry pojedynczej najwyżej był na 51. miejscu (17 marca 1986), a w klasyfikacji gry podwójnej na 23. pozycji (27 kwietnia 1992).

### Finały w turniejach ATP World Tour
| Legenda                                      |
| -------------------------------------------- |
| Wielki Szlem                                 |
| Igrzyska olimpijskie                         |
| Tennis Masters Cup / ATP Finals              |
| ATP Masters Series / ATP Tour Masters 1000   |
| ATP International Series Gold / ATP Tour 500 |
| ATP International Series / ATP Tour 250      |

#### Gra pojedyncza (1–1)
| Końcowy wynik | Nr | Data                 | Turniej       | Nawierzchnia    | Przeciwnik           | Wynik finału  |
| ------------- | -- | -------------------- | ------------- | --------------- | -------------------- | ------------- |
| Finalista     | 1. | 23 października 1988 | Frankfurt     | Dywanowa (hala) | Tim Mayotte          | 6:4, 4:6, 3:6 |
| Zwycięzca     | 1. | 13 października 1991 | Tel Awiw-Jafa | Twarda          | Christo Van Rensburg | 6:2, 3:6, 6:3 |

#### Gra podwójna (5–5)
| Końcowy wynik | Nr | Data                 | Turniej           | Nawierzchnia    | Partner         | Przeciwnicy                       | Wynik finału       |
| ------------- | -- | -------------------- | ----------------- | --------------- | --------------- | --------------------------------- | ------------------ |
| Zwycięzca     | 1. | 12 października 1986 | Scottsdale        | Twarda          | Mike Leach      | Scott Davis David Pate            | 7:6, 6:4           |
| Zwycięzca     | 2. | 4 października 1987  | Palermo           | Ceglana         | Claudio Panatta | Petr Korda Tomáš Šmíd             | 3:6, 6:4, 6:4      |
| Zwycięzca     | 3. | 4 marca 1990         | Rotterdam         | Dywanowa (hala) | Jorge Lozano    | Diego Nargiso Nicolás Pereira     | 6:3, 7:6           |
| Finalista     | 1. | 13 maja 1990         | Kiawah Island     | Ceglana         | Jim Grabb       | Scott Davis David Pate            | 2:6, 3:6           |
| Finalista     | 2. | 7 lipca 1991         | Wimbledon, Londyn | Trawiasta       | Javier Frana    | John Fitzgerald Anders Järryd     | 3:6, 4:6, 7:6, 1:6 |
| Finalista     | 3. | 13 października 1991 | Tel Awiw-Jafa     | Twarda          | Javier Frana    | Michiel Schapers David Rikl       | 2:6, 7:6, 3:6      |
| Finalista     | 4. | 3 listopada 1991     | Búzios            | Twarda          | Javier Frana    | Sergio Casal Emilio Sánchez       | 6:4, 3:6, 4:6      |
| Zwycięzca     | 4. | 28 lutego 1993       | Meksyk            | Ceglana         | Jaime Oncins    | Horacio de la Peña Jorge Lozano   | 7:6, 6:4           |
| Finalista     | 5. | 18 kwietnia 1993     | Charlotte         | Ceglana         | Javier Frana    | Trevor Kronemann Rikard Bergh     | 1:6, 2:6           |
| Zwycięzca     | 5. | 5 marca 1995         | Meksyk            | Twarda          | Javier Frana    | Marc-Kevin Goellner Diego Nargiso | 7:5, 6:3           |